# Plataea aristidesi
Plataea aristidesi là một loài bướm đêm trong họ Geometridae.